# Hekistolampis andeana
Hekistolampis andeana är en insektsart som beskrevs av Marius Descamps 1978. Hekistolampis andeana ingår i släktet Hekistolampis och familjen Romaleidae. Inga underarter finns listade i Catalogue of Life.